# Friedrich Sommer
Pour les articles homonymes, voir Sommer.
Friedrich Sommer, né le 11 décembre 1824 à Eisenach (Grand-duché de Saxe-Weimar-Eisenach) et mort le 29 décembre 1898 à Erfurt (Province de Saxe), est un juriste et homme politique allemand, membre du Parti national-libéral. Il siège au Reichstag de l'Empire allemand de 1874 à 1881.

## Biographie
Sommer est scolarisé à Eisenach puis étudie le droit aux universités de Heidelberg et de Iéna. Il travaille ensuite comme avocat à Sondershausen et devient docteur en droit (Dr. jur.) en 1874.
De 1974 à 1881, il est député de la deuxième circonscription du grand-duché de Saxe-Weimar-Eisenach (Eisenach - Dermbach) au Reichstag de l'Empire allemand pour le Parti national-libéral.